# La novella del buon vecchio e della bella fanciulla
La novella del buon vecchio e della bella fanciulla (nota anche col titolo Il buon vecchio e la bella fanciulla) è un racconto dell'autore italiano Italo Svevo, pubblicato postumo nel 1929.

## Trama
A Trieste, negli anni della prima guerra mondiale, una donna del popolo supplica un attempato uomo d'affari di trovare un lavoro per la propria figlia ventenne. L'uomo, utilizzando le sue conoscenze, la fa così assumere nell'azienda tranviaria.
Un giorno, il vecchio sale su un tram condotto dalla fanciulla e rimane colpito dalla sua avvenenza, benché essa sia vestita poveramente. L'invita ad un appuntamento nella propria casa e i due hanno un rapporto sessuale. Successivamente, l'uomo si ammala gravemente e non riesce a riprendersi del tutto: capisce allora che non può più ambire ad essere l'amante della giovane e il modo di rapportarsi a lei si trasforma. Concepisce una teoria secondo la quale per un uomo anziano è un'azione meritoria l'occuparsi della formazione culturale e morale di una giovane, e decide di riversarla in un libro, rendendone partecipi il suo medico curante (che l'incoraggia nella misura in cui gli sembra che l'aiuti nel percorso di guarigione) e l'infermiera che l'accudisce. La fanciulla, tuttavia, non sembra capire i sentimenti del vecchio: veste in modo più ricercato, si fa vedere in compagnia di uno zerbinotto (cosa che suscita la gelosia dell'anziano) e non mostra particolare riconoscenza quando le viene detto che per lei ci sarà un lascito testamentario.
Un giorno, il vecchio viene trovato senza vita, deceduto mentre stava effettuando una revisione del suo scritto.

## Critica
Secondo Geno Pampaloni, vi è un filo conduttore che lega La novella del buon vecchio e della bella fanciulla al precedente romanzo La coscienza di Zeno, nel rapporto tra il vecchio e la fanciulla che riecheggia quello tra Zeno Cosini e la sua amante Carla, ma portando alle estreme conseguenze la mistificazione della realtà operata dalla psiche dell'uomo. Giampiero Comolli fa notare che i due personaggi principali mostrano delle grandi ambivalenze: la fanciulla, simbolo della vita, porta con sé anche la morte, provocando indirettamente quella del vecchio; quest'ultimo, d'altronde, non si può dire propriamente buono, dato che mostra tutte le caratteristiche negative associate alla terza età ed è il responsabile della degradazione morale della fanciulla. Il cambiamento del suo atteggiamento verso di lei potrebbe essere dovuto non tanto a un sussulto della coscienza quanto alla necessità di evitare un nuovo infarto con un rapporto fisico.

## Edizioni
- Italo Svevo, La novella del buon vecchio e della bella fanciulla ed altri scritti, nota introduttiva di Eugenio Montale, Milano, Morreale, 1929.
- Italo Svevo, Una vita; Senilità; La coscienza di Zeno; La novella del buon vecchio e della bella fanciulla ed altri scritti, collana Ammiraglia, introduzione e bibliografia di Bruno Maier, n. 2, Milano, Dall'Oglio, 1954.
- Italo Svevo, La novella del buon vecchio e della bella fanciulla, collana I corvi, n. 87, Milano, Corbaccio, 1938.
- Italo Svevo, La novella del buon vecchio e della bella fanciulla, collana I corvi, n. 51, Milano, Dall'Oglio, 1951.
- Italo Svevo, La novella del buon vecchio e della bella fanciulla, a cura di Gianni Turchetta, Milano, Marcos y Marcos, 1985.
- Italo Svevo, Il buon vecchio e la bella fanciulla e altri racconti, a cura di Mario Lunetta, collana Tascabili Economici Newton, Roma, Newton Compton, 1993, ISBN 88-7983-131-3.
- Italo Svevo, Il buon vecchio e la bella fanciulla, collana I libri dell'Unità. Italiana, introduzione di Giampiero Comolli, n. 1, Roma, l'Unità, 1993.
- Italo Svevo, La novella del buon vecchio e della bella fanciulla; Una burla riuscita, collana La grande narrativa, Milano, La Spiga, 1994, ISBN 88-7100-518-X.
- Italo Svevo, Novella del buon vecchio e della bella fanciulla, collana Le foglie, n. 12, Lungro, C. Marco, 1997, ISBN 88-85350-54-2.
- Italo Svevo, Il buon vecchio e la bella fanciulla, Roma, Datanews, 2001, ISBN 88-7981-173-8.
- Italo Svevo, La novella del buon vecchio e della bella fanciulla, collana Classika, Pezzan di Carbonera, Morganti, 2008, ISBN 978-88-95916-03-3.
- Italo Svevo, La novella del buon vecchio e della bella fanciulla; Una burla riuscita, collana Libreria dei ragazzi, n. 95, Milano, La Spiga, 2010, ISBN 978-88-468-2740-1.
- Italo Svevo, La novella del buon vecchio e della bella fanciulla, collana I classici, prefazione di Walter Mauro, n. 10, Roma, Perrone, 2011, ISBN 978-88-6004-201-9.
- Italo Svevo, La novella del buon vecchio e della bella fanciulla, collana Nikī, Gioiosa Marea, Pungitopo, 2018, ISBN 978-88-99852-36-8.